# Neckera neomexicana
Neckera neomexicana là một loài rêu trong họ Neckeraceae. Loài này được (Cardot) Grout mô tả khoa học đầu tiên năm 1934.